# 용인 서리 고려백자 요지
용인 서리 고려백자 요지(龍仁 西里 高麗白磁 窯址)은 대한민국 경기도 용인시 처인구 이동읍 서리에 있는 고려시대의 가마터이다. 1989년 1월 14일 대한민국의 사적 제329호로 지정되었다.

## 개요
함박산에서 뻗어 내린 산줄기의 끝에 있는 고려시대 가마터이다. 이곳에는 거대한 퇴적층이 있는데, 퇴적층에서 가마의 유구와 백자, 청자, 도기 조각 등과 작업에 관계되는 건물터도 조사되었다.
가마는 벽돌로 된 가마와 진흙으로 지은 가마가 확인되었는데, 벽돌가마는 우리나라에서 처음으로 밝혀진 것이고 진흙가마는 길이 83m의 대형가마로, 출입구가 27개나 확인되었다. 출토유물로는 그릇이 많으며, 특히 해무리굽을 가진 대접(완)이 대부분이다. 제작시기는 10세기 후반부터 12세기 전반까지로 추정한다.
거대한 퇴적층과 벽돌·진흙가마의 존재, 다양한 모양의 백자 조각 등의 발견은 고려백자의 발생과 변천과정을 연구하는데 귀중한 역할을 하며, 한국도자사 연구에도 큰 도움을 준다.

## 같이 보기
- 백자

## 참고 자료
- 용인 서리 고려백자 요지 - 국가유산청 국가유산포털